# The Singles Collection 1994-1999
The Singles Collection 1994-1999 è un cofanetto di CD singoli della boy band irlandese Boyzone, pubblicato dalla Polydor Records il 6 dicembre 1999.

## Tracce
| CD 1 1. Love Me for a Reason 2. Daydream Believer CD 2 1. Key to My Life (Radio Edit) 2. Key to My Life (Unlocked Mix) 3. When Will You Understand CD 3 1. So Good (Radio Edit) 2. Here to Eternity 3. So Good (The Deadly Mix) CD 4 1. Father and Son (Radio Edit) 2. Should Be Missing You Now 3. Father and Son (Live) CD 5 1. Coming Home Now (Radio Edit) 2. Close to You 3. Coming Home Now (Steve Jervier Mix) CD 6 1. Words (Radio Edit) 2. Price of Love 3. Words (Alternative Mix) CD 7 1. Different Beat (Radio Edit) 2. Angel 3. Different Beat (Remix) CD 8 1. Isn't It a Wonder 2. Experiencia Religiosa 3. Get Up and Get Over | CD 9 1. Picture of You 2. Let the Message Run Free 3. Words (Spanglish Version) CD 10 1. Baby Can I Hold You (7" Edit) 2. Shooting Star 3. Mystical Experience 4. Mystical Experience (Remix) CD 11 1. All That I Need (7" Edit) 2. Never Easy 3. Paradise 4. Workin' My Way Back to You CD 12 1. No Matter What 2. Where Have You Been? 3. All That I Need (Phil da Costa's Oxygen Edit) CD 13 1. I Love the Way You Love Me (7" Edit) 2. Waiting for You 3. Let the Message Run Free CD 14 1. When the Going Gets Tough 2. Wonderful World 3. Love Can Build a Bridge (Documentary Track) CD 15 1. You Needed Me 2. Words Can't Describe 3. Megamix (Love to Infinity) CD 16 1. Every Day I Love You 2. No Matter 3. Will I Ever See You |